# 中山町立豊田小学校
中山町立豊田小学校（なかやまちょうりつ とよだしょうがっこう）は山形県東村山郡中山町にある公立小学校。

## 所在地
- 山形県東村山郡中山町土橋645

## 沿革
- 1873年（明治6年） - 岡村に岡村学校設立
- 1874年（明治7年） - 柳沢村に柳沢学校設立
- 1901年（明治34年） - 岡・柳沢２校統合して豊田尋常高等小学校創立
- 1902年（明治35年） - 豊田実業補修学校設立
- 1941年（昭和16年） - 豊田村国民学校に改称
- 1947年（昭和22年） - 豊田村立豊田小学校に改称
- 1954年（昭和29年） - 町村合併により中山町立豊田小学校に改称

## 学区
- 小塩第1、小塩第2、小塩第3、岡第1、岡第2、岡第3、岡第4、岡第5、土橋第1、土橋第2、土橋第3、土橋第4、土橋第5、土橋第6、柳沢第1、柳沢第2、柳沢第3、柳沢第4、柳沢第5、柳沢第6、金沢第1、金沢第2、金沢第3、金沢第4、金沢第5

## 卒業後
- 中山中学校へ進学する。